# 河野親清
河野 親清（かわの ちかきよ）は、平安時代後期の武将・豪族。越智親清と表現されることもある。

## 略歴
河野氏は国造の末裔・越智氏の流れを汲む伊予第一の名族であった。永暦元年（1160年）、伊予権介(ごんのすけ)となる。風早郡河野郷の高縄山城を本拠とし、河野を苗字としたとされる（河野玉澄の代から既に河野氏を名乗っていたとする説もある）。

## 高縄神社の奉遷
高縄神社は越智益躬が高縄山の天神森に社殿を造営し、大山積神を勧請したのが創始であるが、保延2年（1136年）に親清が卜占により現在の鎮座地（愛媛県松山市宮内）に移転し「高縄三島神宮」と称したとされる。福島正則が伊予領主になってからは衰退したが、その後、松山城主となった久松氏が社殿を再建し、明治の初めに「高縄神社」と復称して現在に至っている。

## 系譜
- 父：河野親経（源頼義の四男？（系図纂要などに見える説））
- 母：不明
- 生母不明の子女
  - 男子：河野通清
  - 男子：河野通里
  - 女子：鈴木重家母[1][2]